# Liste der Monuments historiques in Fontan (Alpes-Maritimes)
Die Liste der Monuments historiques in Fontan (Alpes-Maritimes) führt die Monuments historiques in der französischen Gemeinde Fontan auf.

## Liste der Bauwerke
| Bezeichnung                        | Beschreibung              | Standort | Kennzeichnung | Schutzstatus | Datum | Bild           |
| ---------------------------------- | ------------------------- | -------- | ------------- | ------------ | ----- | -------------- |
| Kirche Notre-Dame-de-la-Visitation | Erbaut im 18. Jahrhundert | (Lage)   | PA00080721    | Classé       | 1949  | weitere Bilder |